# Vooruit
Vooruit (niederländisch für „Vorwärts“) ist eine sozialdemokratische Partei in Flandern, dem niederländischsprachigen Teil Belgiens, sowie in der zweisprachigen Region Brüssel-Hauptstadt. Bis zum 21. März 2021 hieß sie Socialistische Partij Anders (sp.a).

## Geschichte
Die erste sozialistische Partei Belgiens war die „Flämische Sozialistische Arbeiterpartei“ (Vlaamsche Socialistische Arbeidspartij (VSP)), die 1885 in der gesamtbelgischen Belgischen Arbeiterpartei (niederländisch Belgische Werkliedenpartij (BWP); französisch Parti Ouvrier Belge (POB)) aufging. Im Jahr 1940 wurde die Partei unter der deutschen Besatzung aufgelöst.
Viele ehemalige Parteimitglieder gingen in den Untergrund und leisteten Widerstand. Auf Initiative Achille Van Ackers wurden, zuerst in Flandern, ab 1942 auch in Wallonien, zahlreiche illegale Parteibüros gegründet.
Um den Neuanfang zu markieren, gründete sich die Partei nach dem Krieg im Jahr 1945 unter den Namen „Belgische Sozialistische Partei“ (niederländisch Belgische Socialistische Partij (BSP); französisch Parti Socialiste belge (PSB)) wieder.

### Belgische Socialistische Partij
Im Jahre 1978, 101 Jahre nach der Gründung der VSP schlugen die flämischen (Belgische Socialistische Partij, BSP) und französischsprachigen wallonischen Sozialisten (Parti Socialiste, PS) wieder eigene Wege ein. Erster Vorsitzender der BSP wurde Karel Van Miert und unter seinem Vorsitz nahm die BSP im Jahr 1980 offiziell den Namen Socialistische Partij (SP) an.

### Socialistische Partij
Die Socialistische Partij (SP) war für einen sehr langen Zeitraum Juniorpartner der CD&V. In diese Zeit fällt eine Bestechungsaffäre, die den damaligen NATO-Generalsekretär Willy Claes von der Socialistischen Partij sein Amt kostete.

### Socialistische Partij Anders
Unter dem Parteivorsitzenden Steve Stevaert (2003–2005) fand eine Erneuerung der Partei statt, die sich nun Socialistische Partij Anders (sp.a) nannte. Die sp.a arbeitete eng mit der linksliberalen Partei Sociaal-Liberale Partij zusammen. Dieses Kartell bestand von 2003 bis 2008.
Nachdem Steve Stevaert am 1. Juni 2005 Gouverneur der Provinz Limburg wurde, übernahm Caroline Gennez bis zur Wahl eines neuen Vorsitzenden (im Oktober 2005) zeitweilig den Parteivorsitz. Als im Januar 2009 der Linksliberale Bert Anciaux sich der Partei angeschlossen hatte, verkündete die Partei die Änderung ihres Namens in Socialisten en Progressieven Anders. Der Unmut darüber in der Partei führte dazu, dass der alte Name behalten und durch den Untertitel Sociaal Progressief Alternatief ergänzt wurde.
Bei den flämischen Wahlen 2009 erhielt die sp.a 15,3 Prozent der Stimmen. Sie trat in eine Regierung mit Christdemokraten und Flämisch-Nationalen ein und stellt drei Minister.

### Vooruit

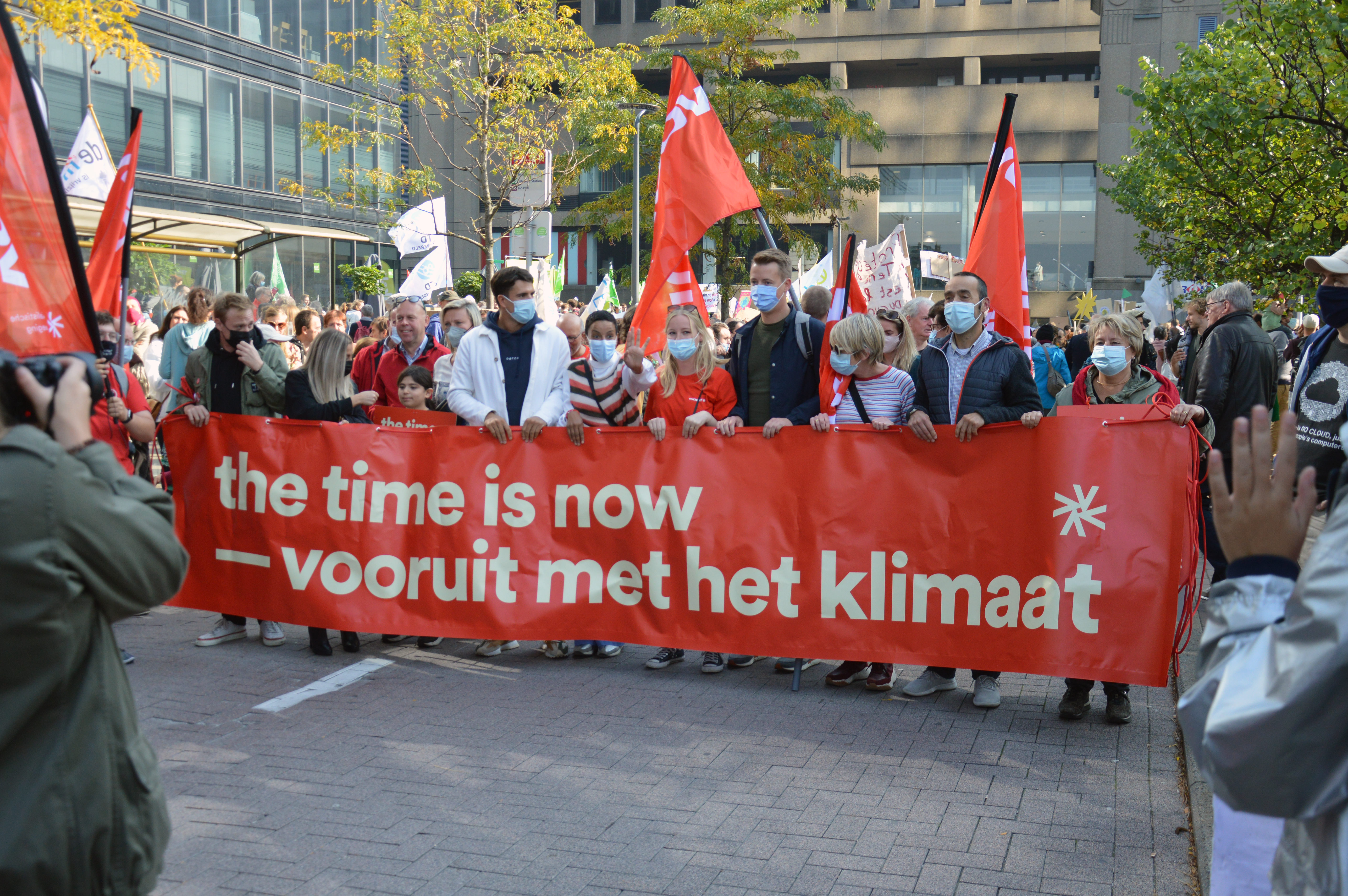
Parteiführer und Vertreter während einer Klimaaktion im Oktober 2021

Am 9. September 2020 gab die sp.a bekannt, dass sich die Partei in VOORUIT (niederländisch für Vorwärts) umbenennt, dieser Schritt wurde am 21. März 2021 vollzogen. Die Umbenennung wurde von einigen auf kommunaler Ebene tätigen, unabhängigen Parteien (bspw. Koksijde Vooruit und Tienen Vooruit) kritisiert, da sie Verwirrung stifte. Ebenso entschied sich das Genter Kunstzentrum mit gleichem Namen, sich umzubenennen, um den Namen nicht mit der Partei zu teilen. Am 8. Dezember 2019 wurde Conner Rousseau Parteivorsitzender. Er trat am 17. November 2023 zurück, nachdem die belgische Zeitung Het Nieuwsblad berichtet hatte, Rousseau habe sich in einer Bar rassistisch über Roma geäußert. Ihm folgte am 18. November 2023 die 31-jährige Melissa Depraetere als Interimsvorsitzende.

## Wahlergebnisse
| Jahr | Stimmen | Anteil  | Mandate             | Platz |
| ---- | ------- | ------- | ------------------- | ----- |
| 1995 | 733.703 | 19,45 % | 26/124              | 3.    |
| 1999 | 582.419 | 15,00 % | 20/124              | 4.    |
| 2004 | 799.325 | 19,66 % | 22/124 1 von 25/124 | 4.    |
| 2009 | 627.852 | 15,27 % | 19/124              | 3.    |
| 2014 | 587.903 | 13,99 % | 18/124              | 4.    |
| 2019 | 429.631 | 10,14 % | 12/124              | 5.    |
| 2024 | 606.223 | 13,85 % | 18/124              | 3.    |

| Jahr | Stimmen | Anteil | Mandate | Platz |
| ---- | ------- | ------ | ------- | ----- |
| 1989 | 11.710  | 2,67 % | 2/75    | 9.    |
| 1995 | 9.987   | 2,42 % | 2/75    | 9.    |
| 1999 | 13.223  | 3,10 % | 2/75 2  | 8.    |
| 2004 | 11.052  | 2,44 % | 3/89 1  | 8.    |
| 2009 | 10.085  | 2,19 % | 4/89    | 6.    |
| 2014 | 10.450  | 2,26 % | 3/89    | 8.    |
| 2019 | 10.540  | 2,30 % | 3/89    | 10.   |
| 2024 | 8.045   | 1,71 % | 2/89    | 12.   |

| Jahr | Stimmen | Anteil  | Mandate             | Platz |
| ---- | ------- | ------- | ------------------- | ----- |
| 1978 | 684.976 | 12,37 % | 26/212              | 3.    |
| 1981 | 744.593 | 12,36 % | 26/212              | 3.    |
| 1985 | 882.200 | 14,55 % | 32/212              | 2.    |
| 1987 | 915.432 | 14,90 % | 32/212              | 3.    |
| 1991 | 737.976 | 11,98 % | 28/212              | 4.    |
| 1995 | 762.444 | 12,56 % | 20/150              | 3.    |
| 1999 | 593.372 | 9,55 %  | 14/150              | 6.    |
| 2003 | 979.750 | 14,91 % | 17/150 1 von 23/150 | 2.    |
| 2007 | 684.390 | 10,26 % | 14/150 1 von 14/150 | 6.    |
| 2010 | 602.867 | 9,24 %  | 13/150              | 5.    |
| 2014 | 595.486 | 8,83 %  | 13/150              | 6.    |
| 2019 | 455.034 | 6,71 %  | 9/150               | 8.    |
| 2024 | 566.436 | 8,11 %  | 13/150              | 5.    |

| Jahr | Stimmen   | Anteil  | Mandate         | Platz |
| ---- | --------- | ------- | --------------- | ----- |
| 1978 | 678.776   | 12,39 % | 13/106          | 3.    |
| 1981 | 732.126   | 12,27 % | 13/106          | 4.    |
| 1985 | 868.624   | 14,49 % | 16/106          | 2.    |
| 1987 | 896.294   | 14,71 % | 17/106          | 3.    |
| 1991 | 730.274   | 11,94 % | 14/106          | 3.    |
| 1995 | 792.941   | 13,23 % | 6/40            | 3. 3  |
| 1999 | 550.657   | 8,89 %  | 4/40            | 4. 3  |
| 2003 | 1.013.560 | 15,47 % | 1/40 1 von 7/40 | 1. 3  |
| 2007 | 665.342   | 10,04 % | 3/40 1 von 4/40 | 4. 3  |
| 2010 | 613.079   | 9,48 %  | 9/40            | 3. 3  |

| Jahr | Stimmen | Anteil  | Mandate         | Platz |
| ---- | ------- | ------- | --------------- | ----- |
| 1979 | 698.889 | 12,84 % | 3/24            | 2.    |
| 1984 | 979.702 | 17,12 % | 4/24            | 2.    |
| 1989 | 733.242 | 12,43 % | 3/24            | 3.    |
| 1994 | 651.371 | 10,92 % | 3/25            | 4.    |
| 1999 | 550.237 | 8,84 %  | 2/25            | 6.    |
| 2004 | 716.317 | 11,04 % | 3/24 1 von 3/24 | 5.    |
| 2009 | 539.393 | 8,21 %  | 2/22            | 7.    |
| 2014 | 555.348 | 8,30 %  | 1/21            | 6.    |
| 2019 | 434.002 | 6,45 %  | 1/21            | 10.   |
| 2024 | 570.067 | 7,99 %  | 2/22            | 6.    |